# Yana Kudryavtseva
Pour les articles homonymes, voir Koudriavtsev.
Yana Kudryavtseva (en russe : Яна Кудрявцева) est une gymnaste rythmique russe. Elle est née le 30 septembre 1997 à Moscou, en Russie. La gymnaste est entraînée par Elena Karpushenko, ainsi que par Irina Viner, entraîneur en chef de l'équipe de Russie.

## Carrière

### Saisons 2011 et 2012 (junior)
Yana commence à concourir pour la Russie lors de compétitions internationales en 2011. 
En 2012, elle participe aux Championnats d'Europe de Nijni Novgorod, avec trois compatriotes, Alexandra Soldatova, Julia Sinitsina et Diana Borisova. Elle concourt au ballon, engin avec lequel elle excelle. Elle devient championne d'Europe junior à cet engin, et gagne la médaille d'or par équipe pour la Russie avec ses coéquipières.

### Saison 2013
Âgée de 15 ans, Yana devient senior en 2013. Sa première compétition internationale de la saison est le Grand Prix de Moscou. Elle ne concourt pas dans le Grand Prix, mais dans la compétition internationale senior. Elle gagne le concours général ainsi que les finales ballon et massues, et s'empare du bronze dans les finales cerceau et ruban.
Yana remporte l'or du concours général de sa première Coupe du Monde, à Sofia, devançant ainsi la bulgare Silviya Miteva et sa compatriote Margarita Mamun. La gymnaste gagne aussi l'or au cerceau et aux massues, et le bronze au ballon et au ruban.
Lors de la Coupe du Monde de Minsk, Kudryavtseva gagne une fois de plus le concours général, devant la russe Daria Svatkovskaya. Elle ne participe pas à la finale cerceau, ayant commis de grosses erreurs pendant les qualifications, mais obtient l'or au ballon et l'argent aux massues et au ruban.
Yana représente son pays aux Championnats d'Europe de Vienne, avec Margarita Mamun et Daria Svatkovskaya. Elle concourt avec trois engins: le ballon, les massues et le ruban (Svatkovskaya concourant au cerceau, et Mamun aux quatre engins). La gymnaste gagne, avec les deux autres russes, la médaille d'or par équipe. Elle termine à la quatrième place de la finale ruban, ayant commis une erreur, mais devient championne d'Europe aux massues et au ballon. Elle obtient d'ailleurs à cet engin un 19.000, soit la meilleure note jamais obtenue depuis la mise en application du nouveau code de points. Yana est, depuis Alina Kabaeva, la plus jeune médaillée d'or lors de Championnats d'Europe.
La jeune gymnaste termine à la troisième place du concours général de la Coupe du Monde de Saint-Pétersbourg. Cet événement, se déroulant du 16 au 18 août, était une sorte de répétition générale pour les athlètes avant les Championnats du Monde.
Les 32e Championnats du Monde de  gymnastique rythmique avaient cette année-là lieu à Kiev, en Ukraine. Kudryavtseva y représentait la Russie avec Margarita Mamun. Elle se qualifie aisément pour les quatre finales par engin, et pour la finale du concours général. Yana remporte l'argent au cerceau et au ballon (l'or étant empoché par l'ukrainienne Ganna Rizatdinova et par Margarita Mamun), l'or aux massues, qu'elle partage avec sa compatriote, et l'or au ruban. Elle devient championne du Monde du concours général devant la biélorusse Melitina Staniouta, qui finit troisième, et Rizatdinova, qui finit deuxième. Elle est devenue, à 15 ans et 11 mois seulement, la plus jeune championne du Monde de gymnastique rythmique de tous les temps.
À Holon malgré une chute au ballon la jeune gymnaste russe finit avec une très bonne place.

### Saison 2014
Elle remporte presque le quintuple gagnant, avec l'or au concours général, au cerceau, au ballon (malgré un petit déséquilibre, elle finit ex-æquo avec Margarita Mamun) et aux massues. Elle ne remporte ''que'' l'argent au ruban, à la suite d'un déséquilibre sur un pivot attitude, mais elle s'offre un nouveau 19.000 au cerceau du concours général (le 2e d'une longue série.)

### Saison 2015
Les Jeux européens de 2015 se déroulent le mieux du monde pour Kudryavtseva, qui remporte haut la main l'or au concours général, au ballon , aux massues et au ruban. Contrairement au format habituel, les finalistes concourant à six à raison d’une seule gymnaste par nation représentée, elle ne peut pas participer à la finale du cerceau, sa coéquipière Margarita Mamun ayant terminée première des qualifications au cerceau.
Les Championnats du monde de gymnastique rythmique 2015 s'avèrent difficiles pour Yana Kudryavtseva qui souffre d'une blessure à la cheville gauche. Elle ne participe d'ailleurs pas à la finale du cerceau, mais décroche avec une facilité étonnante les médailles d'or au ballon, aux massues et au ruban, en dépit de la rude concurrence de sa compatriote Margarita Mamun et de la jeune Alexandra Soldatova. Le concours général s'avère plus redoutable pour Kudryavtseva. À la première rotation elle prend la tête du classement, mais très vite elle est dépassée par Margarita Mamun, lors des deux rotations suivantes. Les erreurs de Mamun au ruban et son exercice favori au ballon lui permettent de reprendre la tête du classement lors de la quatrième et dernière rotation, avec à la clé un troisième titre de championne du monde.

### Saison 2016
Yana Kudryavtseva est absente au début de la saison 2016, en raison d'une sévère blessure à la cheville gauche. 
Elle reprend la compétition avec la Coupe du Monde de Pesaro et remporte l'or au concours général. Souhaitant se préserver du risque d'une nouvelle blessure, elle ne participe pas aux finales par engins. Elle participe ensuite, environ un mois et demi plus tard (ses apparitions sont rares en raison de sa blessure), à la Coupe du monde de Tachkent et remporte un quintuple d'or. Elle participe aux Jeux Olympiques de Rio en août, et remporte la médaille d'argent, derrière sa coéquipière Margarita Mamun, car elle a commis quelques erreurs, notamment aux massues.

## Technique
Yana Kudryavtseva est réputée pour avoir de très belles lignes et une technique très pure et précise. Elle privilégie dans ses enchaînements les difficultés à l'engin par rapport aux difficultés corporelles. 

### Au cerceau
Elle est l'auteure d'une Originalité à cet engin approuvée par Fédération internationale de gymnastique pour le cycle olympique 2013-2016. La reprise d’un grand lancer directement en roulement sur le bras et immédiatement après en rotation libre du cerceau autour du cou, avec un passage du cou directement en roulement sur un autre bras. Kudryavtseva enchaîne cette Originalité avec un tour illusion arrière. La valeur totale de cette combinaison (Originalité + tour illusion) est de 0.700 points.

### Au ballon
Elle est l'auteure de deux Originalités à cet engin également approuvées la Fédération internationale de gymnastique pour le cycle olympique 2013-2016 d'une valeur de 0.400 points chacune. 
Originalité 1 : Il s'agit d'un grand lancé du ballon, puis de sa reprise par une prise “renversée” de la main sans le contrôle visuel. Kudryavtseva enchaîne généralement cette Originalité avec un saut de biche en tournant avec flexion du tronc. La valeur totale de cette combinaison (Originalité + saut) est de 0.900 point.
Originalité 2 : Il s'agit d'un équilibre instable du ballon sur le pouce réalisé en même temps qu'un équilibre grand écart facial sur pied plat. La valeur totale de cette combinaison (Originalité + équilibre) est de 0.800 point.

### Aux massues
Elle est l'auteure d'une Originalité également approuvée la Fédération internationale de gymnastique pour le cycle olympique 2013-2016 d'une valeur de 0.400 point. C'est “saut plongé” avec mouvements asymétriques des massues : pendant le saut Kudryavtseva jette une massue au sol qui rebondit, elle la rattrape toujours durant le saut ou pendant une roulade au sol.

## Musiques

### Cerceau
|      | Musique                              |
| ---- | ------------------------------------ |
| 2016 | Kon (Slavyanskaya) - Khor Turetskogo |
| 2015 |                                      |
| 2014 | Jota Aragonesa - Mikhaïl Glinka      |
| 2013 |                                      |
| 2012 |                                      |

### Ballon
|      | Musique   |
| ---- | --------- |
| 2016 |           |
| 2015 |           |
| 2014 | La Bohème |
| 2013 |           |
| 2012 |           |
| 2011 |           |

### Massues
|      | Musique                   |
| ---- | ------------------------- |
| 2016 |                           |
| 2015 |                           |
| 2014 | Katyusha - Matveï Blanter |
| 2013 |                           |
| 2012 |                           |
| 2011 |                           |

### Ruban
|      | Musique                  |
| ---- | ------------------------ |
| 2016 |                          |
| 2015 |                          |
| 2014 |                          |
| 2013 | Padam Padam - Edith Piaf |
| 2012 |                          |
| 2011 |                          |

## Palmarès

### Jeux olympiques
- Rio de Janeiro 2016
  -  médaille d'argent au concours général concours individuel.

### Championnats du monde
- Kiev 2013
  -  médaille d'or au cerceau.
  -  médaille d'or au ballon.
  -  médaille d'argent aux massues.
  -  médaille d'argent au ruban.

- Izmir 2014
  -  médaille d'or au concours général individuel.
  -  médaille d'or au concours général par équipe.
  -  médaille d'or au cerceau.
  -  médaille d'or au ballon.
  -  médaille d'or aux massues.
  -  médaille d'argent au ruban.

- Stuttgart 2015
  -  médaille d'or au concours général individuel.
  -  médaille d'or au concours général par équipe.
  -  médaille d'or au ballon.
  -  médaille d'or aux massues.
  -  médaille d'or au ruban.

### Jeux européens
- Baku 2015
  -  médaille d'or au concours général individuel.
  -  médaille d'or au ballon.
  -  médaille d'or aux massues.
  -  médaille d'or au ruban.

### Championnats d'Europe
- Nijni Novgorod 2012 (junior)
  -  médaille d'or au concours général par équipe.
  -  médaille d'or au ballon.

- Vienne 2013
  -  médaille d'or au concours général par équipe.
  -  médaille d'or au ballon.
  -  médaille d'or aux massues.

- Baku 2014
  -  médaille d'or au concours général individuel.

- Minsk 2015
  -  médaille d'or au concours général par équipe.
  -  médaille d'or au ballon.
  -  médaille d'or aux massues.
  -  médaille d'or au ruban.